# Долгоруков, Фёдор Тимофеевич (боярин)
Князь Фёдор Тимофеевич Долгоруков († 1612) — воевода и боярин во времена правления Фёдора Ивановича, Бориса Годунова и Смутное время. Рюрикович в XXII колене, из  княжеского рода Долгоруковы.
Сын князя и окольничего Тимофея Ивановича Долгорукова. Имел брата князя и боярина Владимира Тимофеевича и московского дворянина князя Григория Тимофеевича, служившего Лжедмитрию I.

## Биография
Первый воевода Сторожевого полка (1597). Дворянин московский, подписался на грамоте об избрании в цари Бориса Годунова (01 августа 1598). Послан воеводой в Сургут (1599).
При Лжедмитрии I пожалован в бояре (1605). Член Государственной  думы (июнь 1605). На свадьбе Лжедмитрия I с Мариной Мнишек сидел "под боярынями в лавке" (08 мая 1606). Боярин, член Государственного совета Лжедмитрия I (июнь 1605). Воевода в Переславле-Рязанском (1607). Воевода в Калуге, после измены жителей и сам присягнул Тушинскому вору, а в августе, когда поляки оставили Лжедмитрия II, присягнул и целовал крест королевичу Владиславу (1610). Стольник, подписался на грамотах Московской Боярской думы в Смоленск к Шеину и Горчакову о немедленной сдаче Смоленска королю Сигизмунду и на грамотах к князю Голицыну и Филарету, чтобы ехали в Вильно и просили Владислава поспешить с приездом в Москву на престол (февраль 1611).
Оставив по себе недобрую память — умер († 1612).
Жена: Татьяна Степановна († 1624) — дворовая боярыня царицы Марии Владимировны, получала жалование 30 рублей в год. Имели сына князя и стольника Богдана Фёдоровича. По духовной грамоте князя Владимира Тимофеевича получила  образ Пречистой Богородицы и ковш серебряный.